# Kaaskerke
Kaaskerke är en ort i Belgien.   Den ligger i provinsen Västflandern och regionen Flandern, i den västra delen av landet, 110 km väster om huvudstaden Bryssel. Kaaskerke ligger 2 meter över havet och antalet invånare är 458.
Terrängen runt Kaaskerke är mycket platt. Runt Kaaskerke är det ganska tätbefolkat, med 144 invånare per kvadratkilometer.. Närmaste större samhälle är Diksmuide, 1,8 km öster om Kaaskerke. 
Trakten runt Kaaskerke består till största delen av jordbruksmark.